# Wodziczna (województwo mazowieckie)
Wodziczna – (dawniej również Wodziczno) wieś w Polsce położona w województwie mazowieckim, w powiecie grójeckim, w gminie Mogielnica.
W roku 1340 ks. Trojden I nadał m.in. tę "świeżo założoną" wieś, notowaną wówczas jako vocziczna, niejakiemu Pakosławowi. Wieś szlachecka Wodziczno położona była w drugiej połowie XVI wieku w powiecie grójeckim ziemi czerskiej województwa mazowieckiego.  Znajduje się tutaj dwór z początku XIX wieku.
W latach 1975–1998 wieś należała administracyjnie do województwa radomskiego.
Wieś dzieli się na Wodziczne i Wodziczne Kolonie
Przez wieś przebiega droga wojewódzka nr 728.